# Micotra
Il Micotra (Miglioramento Collegamenti Transfrontalieri) è un servizio ferroviario che collega la stazione di Villaco Centrale a quella di Udine e che viene esteso a Trieste Centrale nei fine settimana e nei festivi.
La sua gestione è affidata a una collaborazione fra la società ferroviaria regionale Ferrovie Udine-Cividale (FUC) e le Österreichische Bundesbahnen (ÖBB).

## Storia
Il 12 dicembre 2009, con la cessazione del servizio Eurocity "Allegro Johann Strauss" tra Venezia Santa Lucia e Vienna Südbahnhof, terminarono i collegamenti diurni fra il Friuli-Venezia Giulia e l'Austria. L'amministrazione regionale friuliana, in collaborazione con la Carinzia, studiò la possibilità di introdurre un'alternativa e, nel 2010, annunciò l'istituzione di un nuovo collegamento transfrontaliero tra le due regioni, con modalità ancora da definire.
Inizialmente, il servizio sarebbe dovuto partire nel dicembre 2011 ed essere limitato a collegamenti tra Tarvisio Boscoverde e Arnoldstein. Solo in un secondo momento, sarebbe stato esteso verso la stazione di Udine e quella di Klagenfurt Centrale.
In seguito, si decise di iniziare da un collegamento Udine-Villaco Centrale: il servizio cominciò il 10 giugno 2012.
A partire dal 2 giugno 2018, il servizio fu esteso a Trieste Centrale nei giorni di sabato, domenica e festivi.

## Il servizio

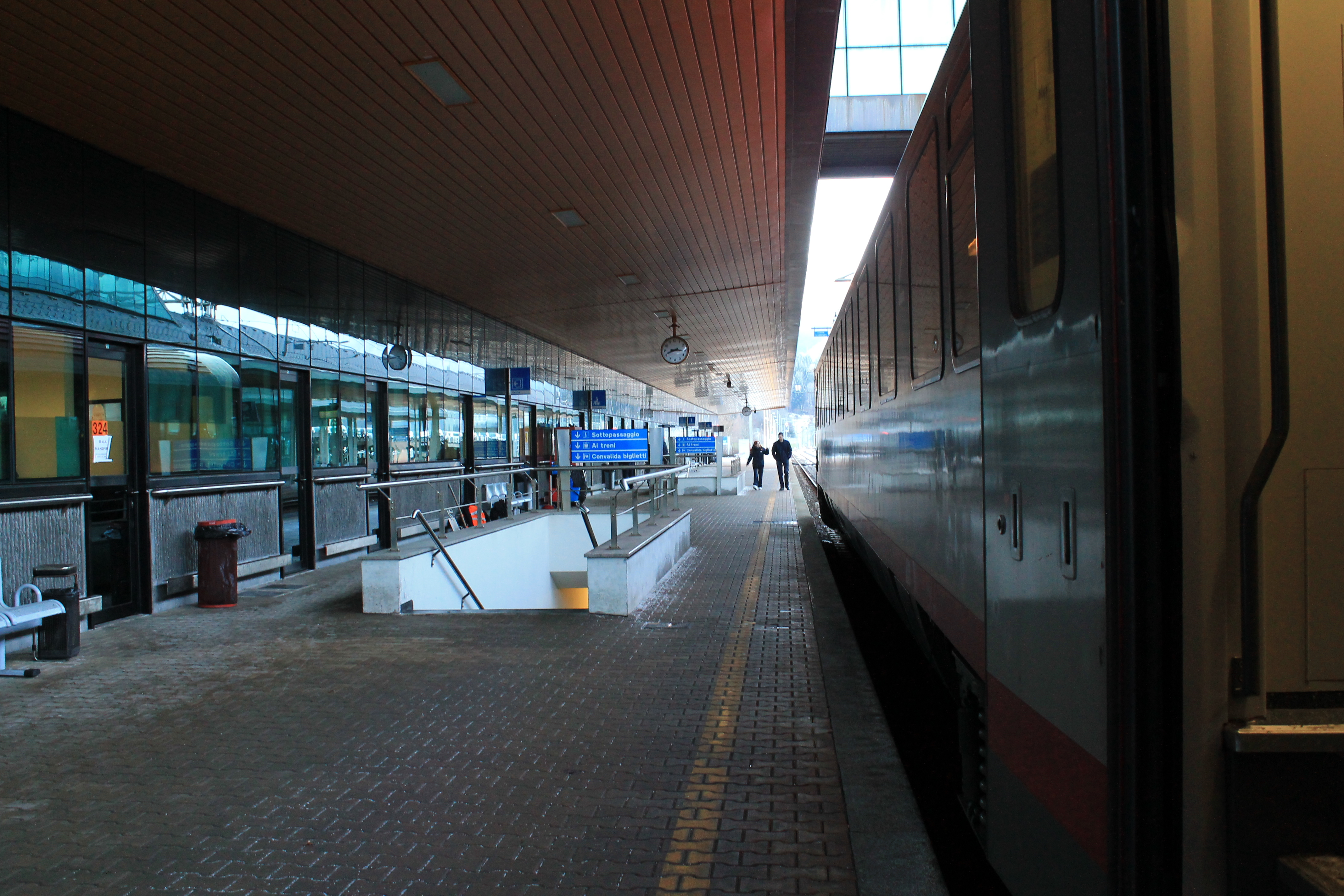
Treno in sosta a Tarvisio Boscoverde

Il servizio è giornaliero e prevede due coppie di corse sulla relazione Udine-Villaco Centrale: una espletata al mattino e l'altra nel tardo pomeriggio. Sabato, domenica e nei giorni festivi, le corse sono prolungate a Trieste Centrale passando per Cervignano. La coppia dei prolungamenti Udine-Trieste Centrale sono identificati da una numerazione diversa dalle coppie Villaco Centrale-Udine.
I treni sono classificati come regionali in Italia e Regio Express (REX) in Austria. 

## Materiale rotabile
Il treno è trainato da una locomotiva Siemens E.190, di proprietà FUC. Nel periodo estivo la composizione diventa di due carrozze passeggeri, di seconda classe, e di una carrozza attrezzata per il trasporto di biciclette.